# Lajos Tichy
Lajos Tichy (ur. 21 marca 1935 w Budapeszcie, zm. 6 stycznia 1999 tamże) – węgierski piłkarz, który występował na pozycji napastnika. Brązowy medalista Mistrzostw Europy 1964, uczestnik dwóch finałów mistrzostw świata.
Był długoletnim piłkarzem Honvédu Budapeszt, grał w tym klubie w latach 1953-1971. Był mistrzem kraju w 1954 i 1955. Pięć razy był królem strzelców ligi, łącznie w 320 meczach zdobył 244 bramki. W reprezentacji Węgier zagrał 72 razy i zdobył 51 bramek. Debiutował w 1955, ostatni raz zagrał w 1971. W dwóch turniejach mistrzostw świata (Mistrzostwa Świata 1958, Mistrzostwa Świata 1962) wystąpił w 8 spotkaniach i strzelił 7 bramek. Był rezerwowym na Mistrzostwach Świata 1966.
Po zakończeniu kariery pracował w Honvédzie jako trener. W latach 1976–1982 był szkoleniowcem pierwszej drużyny. W 1980 zdobył tytuł mistrza Węgier.